# Cimetière juif
Un cimetière juif est un lieu où sont enterrés les morts juifs. Son ordonnancement et son apparence découlent des règles de la halakha et des minhaggim (coutumes) des différentes communautés juives.

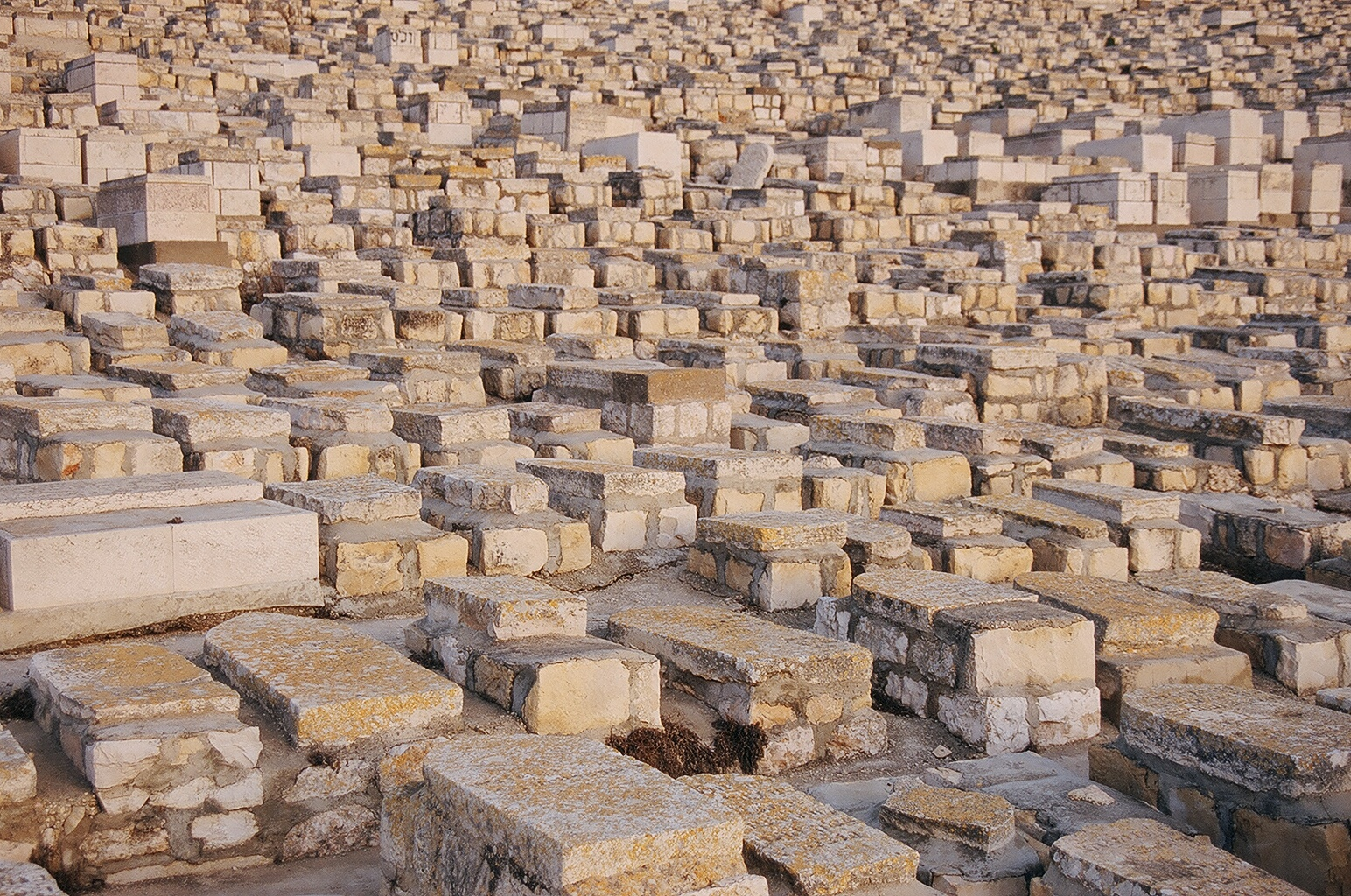
Le mont des Oliviers plus grand cimetière de Jérusalem composé de dalles selon la tradition sépharade.
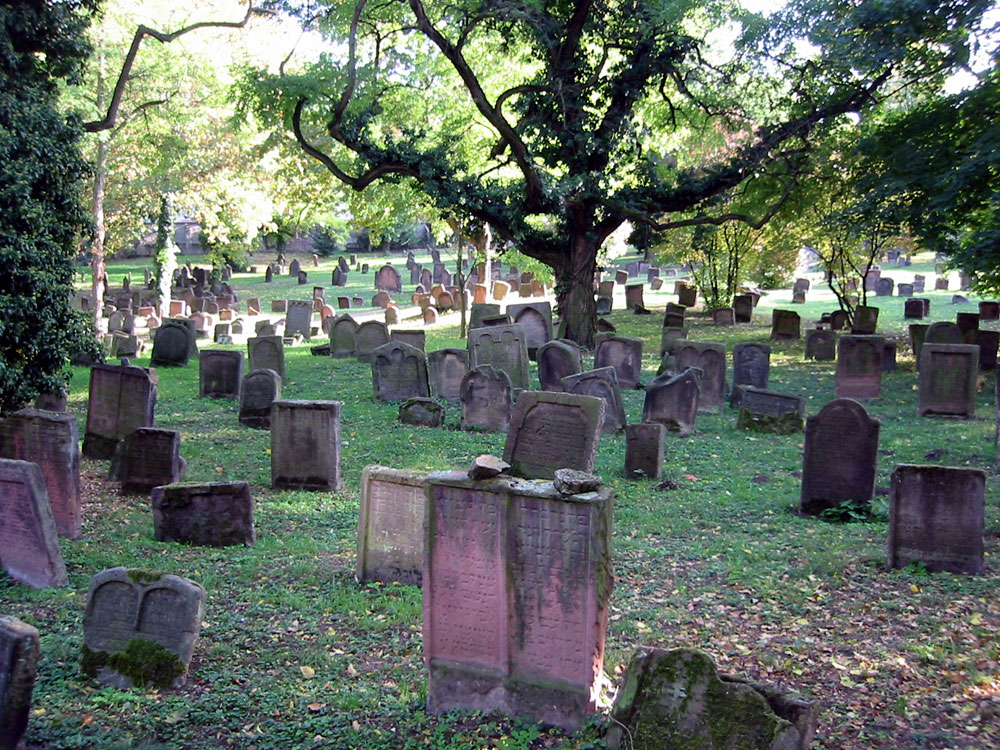
Le cimetière juif de Worms en Allemagne (Heiliger Sand) composé de stèles dressées, selon la tradition ashkénaze.
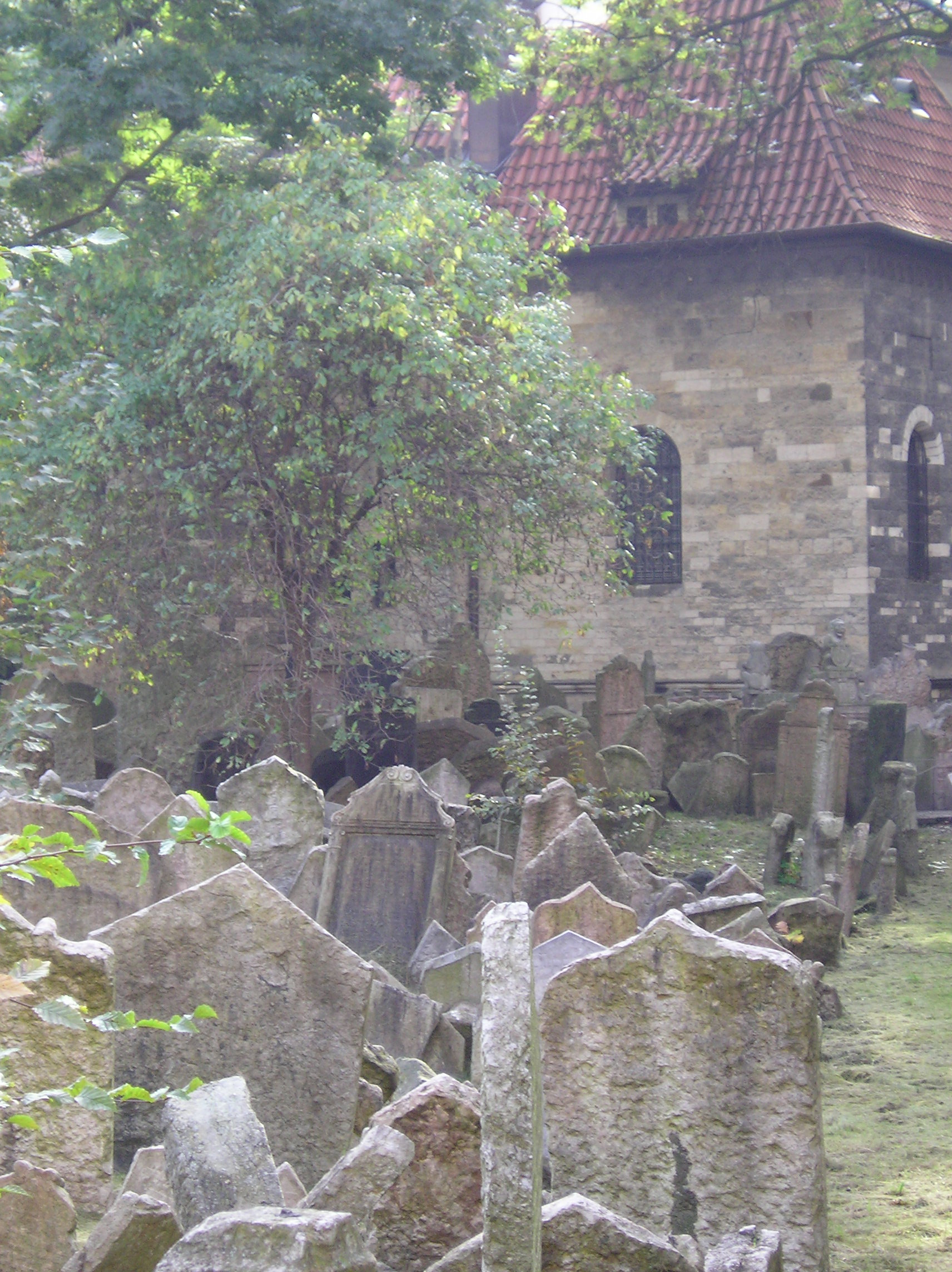
Prague.
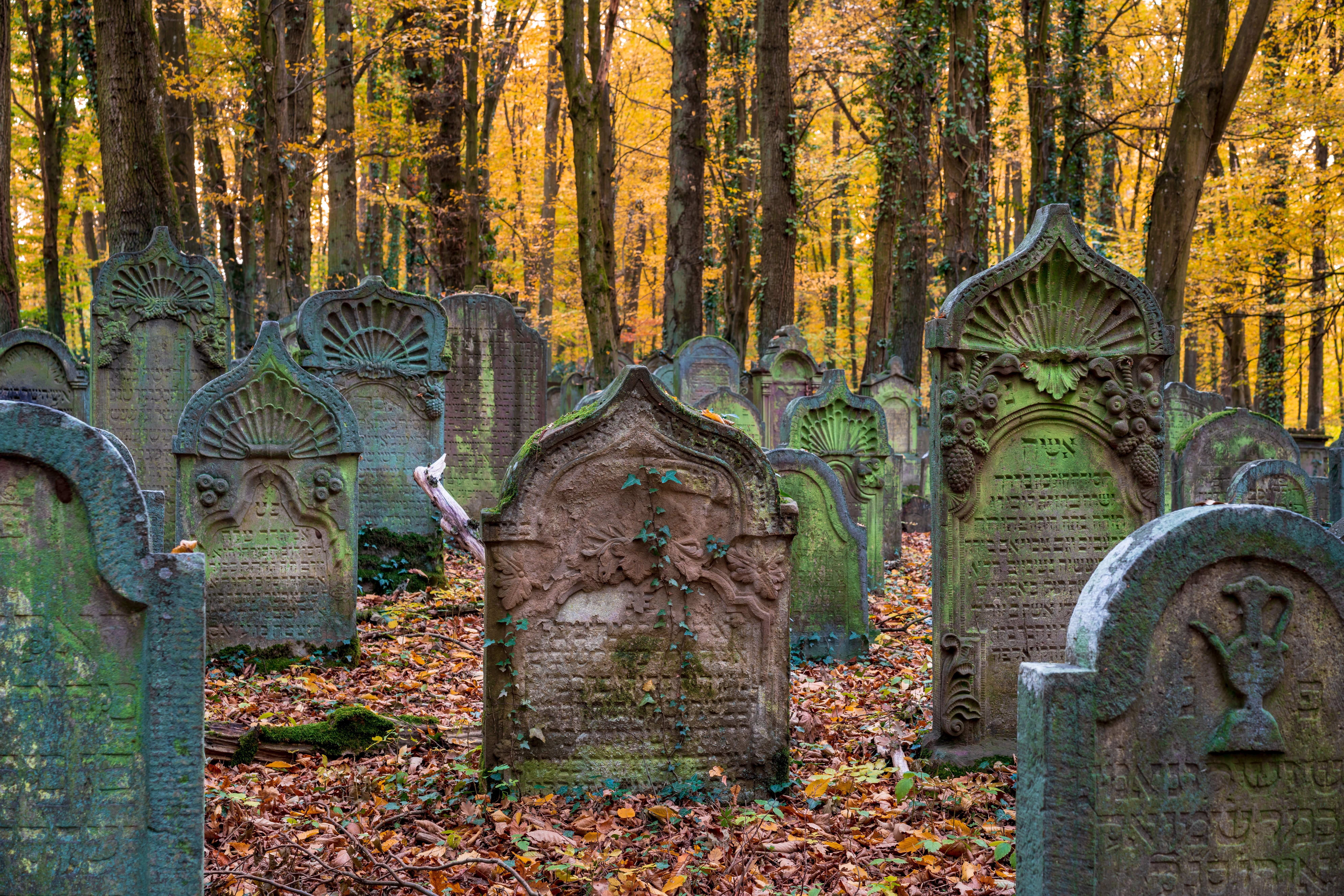
Cimetière juif de Waibstadt, Bade-Wurtemberg, situé dans un bois. Pierres tombales dans la plus vieille partie du cimetière, datant du XVIIIe siècle (2018).
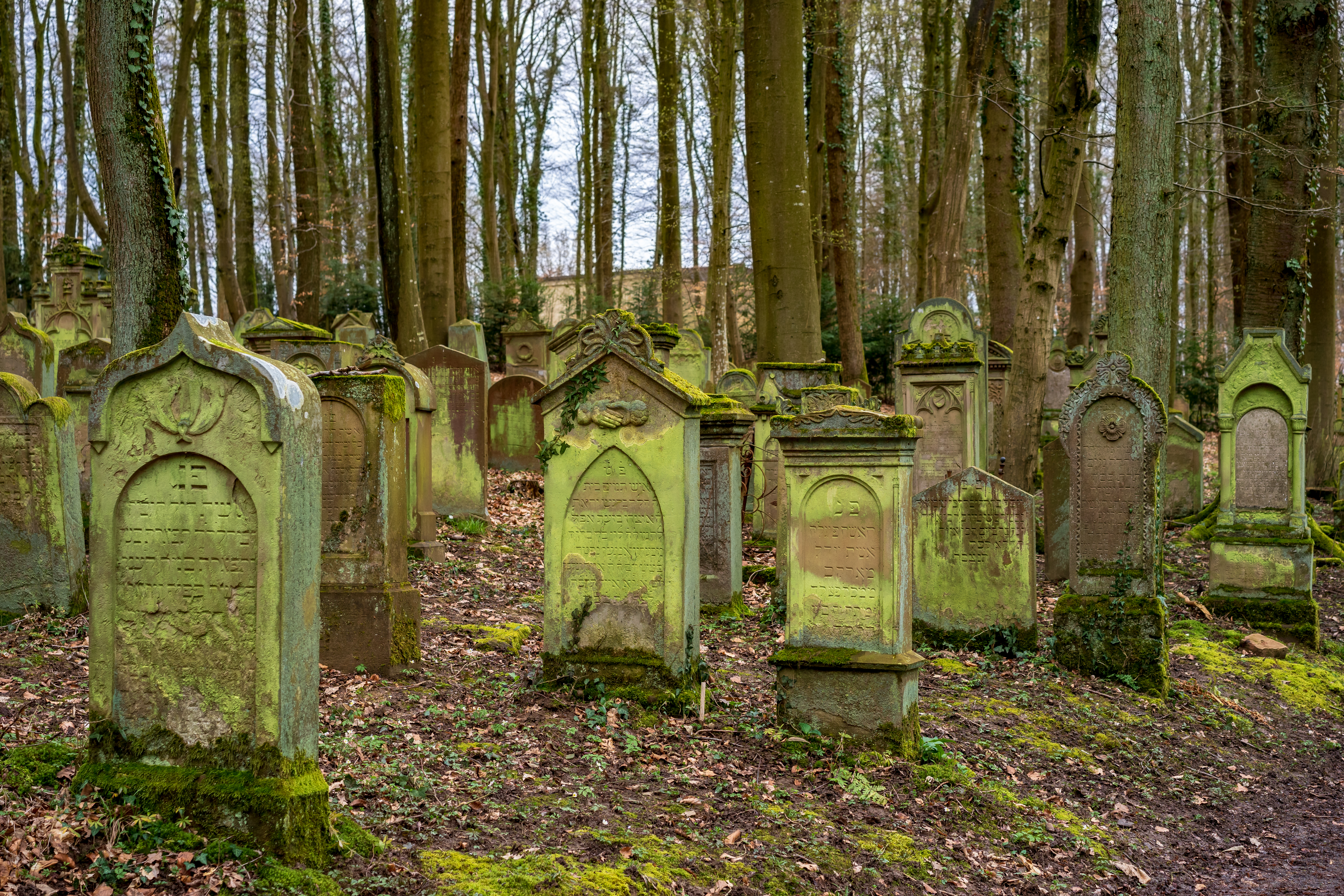
Autre vue du cimetière juif de Waibstadt, une partie où les tombes datent du XIXe siècle (2016).

## Histoire
La première mention d'un lieu d'inhumation des morts est l'acquisition du caveau de Makhpela, devenu le tombeau des Patriarches à Hébron, destiné à Abraham et sa famille. Selon la michnah, les tombes devaient être creusées à l'extérieur des localités et les criminels étaient enterrés dans des cimetières séparés. L'institution ne s'est apparemment développée qu'à l'époque du Talmud, les Juifs de la Rome antique avaient leurs propres catacombes séparées.
Le judaïsme ne permettant pas l'incinération des morts et attachant une très grande importance au respect de l'intégrité des cimetières juifs, ceux-ci ne pouvant pas être démantelés quelle que soit leur ancienneté certains cimetières ont atteint de vastes proportions, l'un des plus connus étant le mont des Oliviers à Jérusalem. Selon les communautés diverses coutumes s'établirent avec le temps en sus des règles de la Halakha. Ainsi dans le monde ashkénaze, on prit l'habitude d'ériger des stèles dressées tandis que dans le monde sépharade, on privilégiait les dalles.
En 2019, l'Union européenne accorde 800 000 euros à l'Initiative pour les cimetières juifs européens (ESJF), après que cette organisation — qui a déjà assuré la protection de 120 cimetières juifs dans sept pays d’Europe centrale et de l’est — a gagné un concours.

## Agencement
Les tombes sont alignées en rangs et normalement situées à plus de six largeurs de main les unes des autres, mais dans des conditions spéciales et notamment en cas de grave manque de place, on peut se contenter d'une distance de six pouces. On peut même si la nécessité devient impérieuse superposer les corps à condition qu'ils soient séparés l'un de l'autre par six largeurs de main. La concentration de tombes peut être telle que l'on doive marcher sur les dalles pour accéder à la tombe que l'on veut visiter. C'était le cas de certaines zones du cimetière juif de Salonique avant sa destruction. Dans plusieurs communautés les hommes et les femmes sont enterrés dans des rangs distincts. Là où deux communautés d'origine différentes se côtoient, chaque communauté dispose de sa partie du cimetière séparée comme c'était le cas à Tunis entre les Granas livournais et les Twansa, les Juifs autochtones. Souvent les tombes des grands sages (hakhamim) et rabbins de la communauté sont regroupées. Les personnes qui se sont suicidées sont obligatoirement enterrées dans un rang spécial ainsi que les transgresseurs notoires de la loi juive et les apostats, souvent près ou même au-delà de l'enceinte du cimetière. Cette sorte d'enterrement est qualifiée de kvures-khamer en yiddish, c'est-à-dire d'enterrement d'âne.
Traditionnellement, on ne dépose ni fleur, ni couronne sur les tombes (toutefois on peut observer de nos jours quelques fleurs sur certaines tombes), mais l'usage est d'y déposer des pierres ce qui représente un geste symbolique indiquant que les membres de la famille et les amis n’ont pas oublié le défunt. On peut voir à la fin du film La Liste de Schindler une scène émouvante où tous les survivants déposent un galet ou une pierre sur sa tombe. L'origine de cette coutume n'est pas connue de façon précise, mais les anciennes tombes n'avaient pas de pierre tombale imposante comme aujourd'hui, leur emplacement était marqué par un petit Cairn (tas de pierres), et chacun arrachait l'herbe et ajoutait une pierre sur le tas en passant, pour les entretenir. Avec la généralisation des pierres tombales en marbre, ce geste a perdu son utilité et n'est plus qu'une survivance de cette ancienne coutume. Dans le souci de lui donner une signification, certains commentateurs ont remarqué que le mot pierre, en hébreu אבן, peut se lire comme une combinaison des mots אב (père) et בן (fils) et exprime le sentiment filial envers les ancêtres défunts.

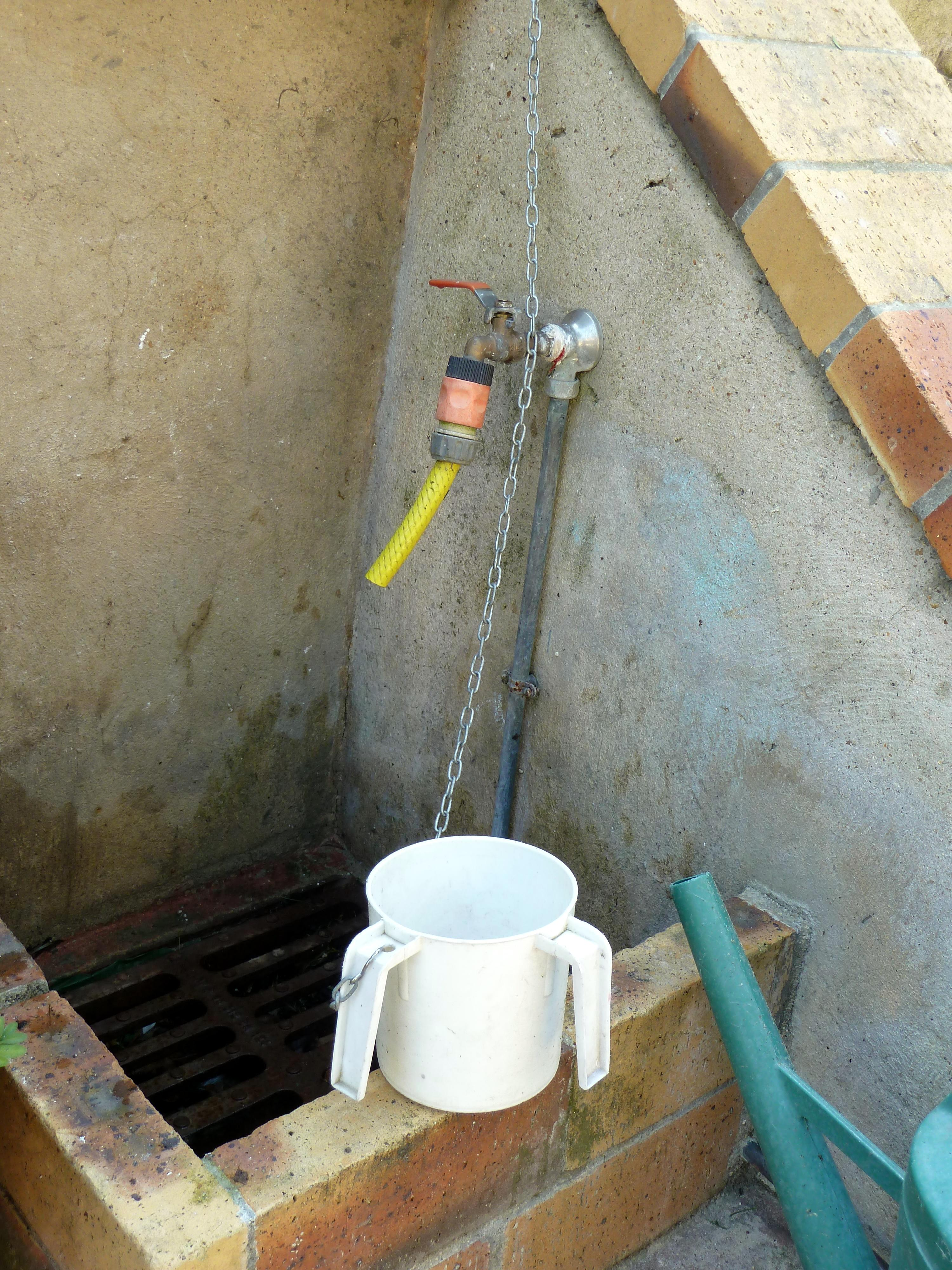
Robinet et keli près de la porte du cimetière.

On doit se laver les mains avant de sortir du cimetière. Généralement, on trouve près de la porte un robinet et un keli ou natla (נַטְלָה), récipient à deux anses destiné à faire le netilat Yadaim.

### Pierre tombale

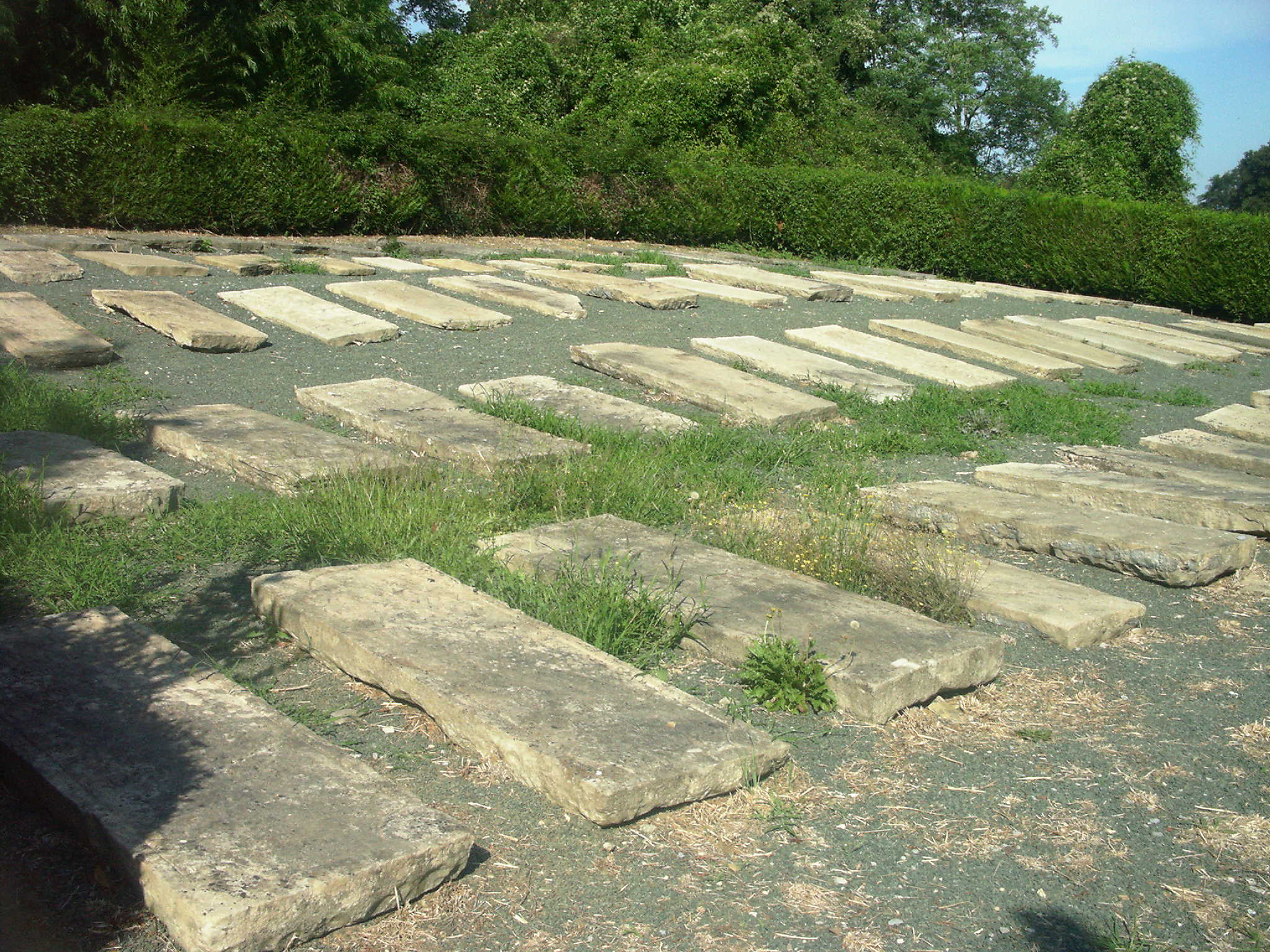
Cimetière de Bidache.

Chez les ashkénazes, la pierre tombale était posée verticalement, tandis que chez les séfarades, elle est posée horizontalement, comme on peut le constater dans le cimetière de Bidache, où s'est installée une communauté de marranes venus d'Espagne dès 1652.
Sur cette pierre figure le nom du défunt en français et son nom hébraïque complet avec celui de sa mère chez les sépharades (par exemple "Shmuel ben Chana") ou du père chez les ashkenazes. Celui-ci est généralement précédé de l'acronyme פ״נ qui signifie "ici est enterré" et suivi de תנצב״ה, "que son âme soit reliée au faisceau de la vie" (d'après 1. Sam 25,29). Le plus souvent on trouve une ou plusieurs étoiles de David, ou quelquefois les deux mains faisant le geste de la bénédiction des cohanim sur la pierre tombale d'un cohen. Sur les tombes des lévites est gravée une Aiguière, qui leur servait à verser sur les mains des cohanim (prêtres) l'eau d'ablution purificatrice avant que ceux-ci ne commencent à lire les bénédictions. On peut trouver aussi, plus rarement, d'autres motifs tels que la Menorah, les rouleaux de la Torah, le Lion de Juda, comme sur la pierre tombale du Maharal de Prague ou figure un lion, symbole de la tribu de Juda, dont il porte le nom ("Juda Loew" signifie "lion de Juda" en yiddish).

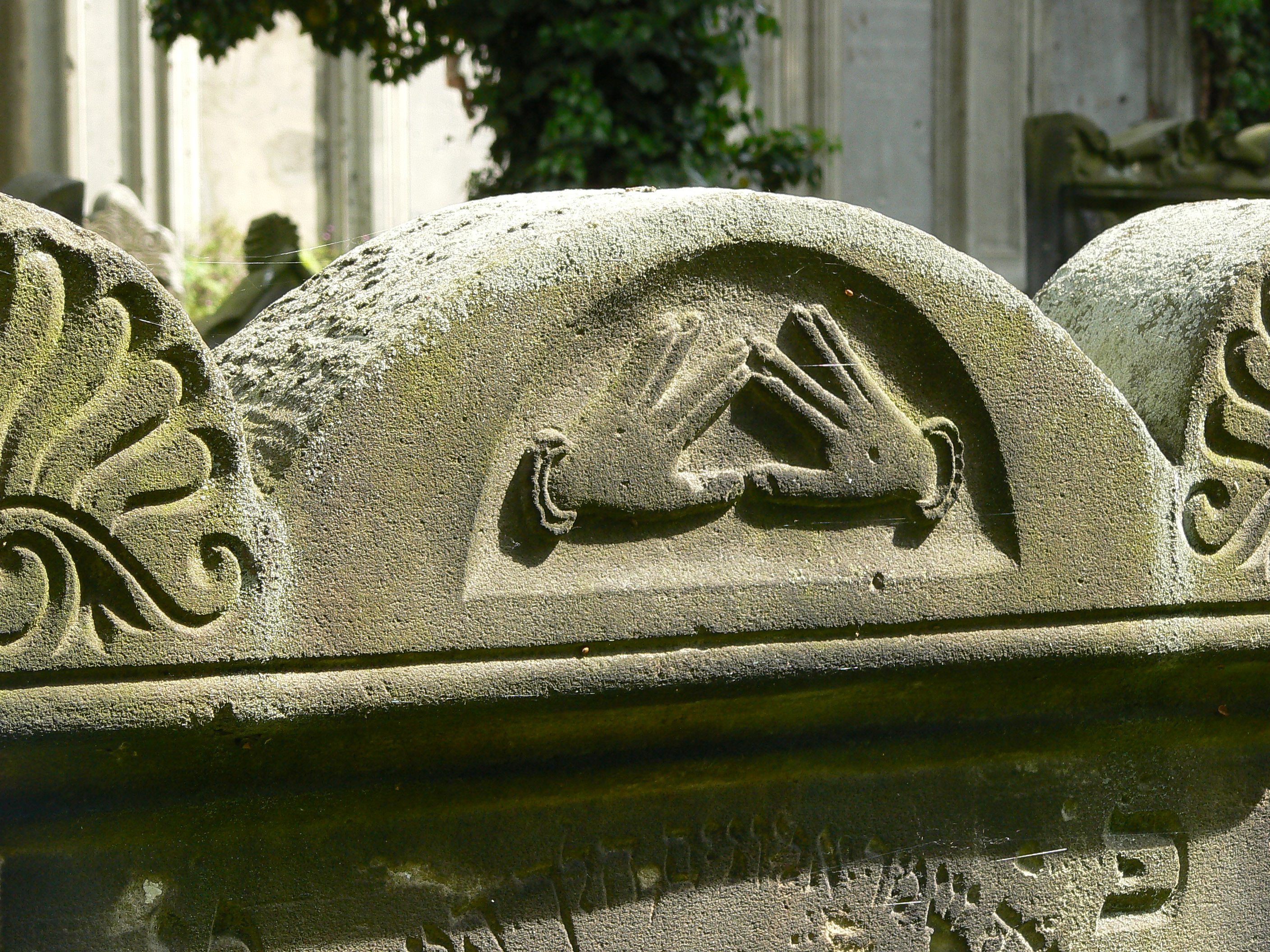
Geste de bénédiction des prêtres.
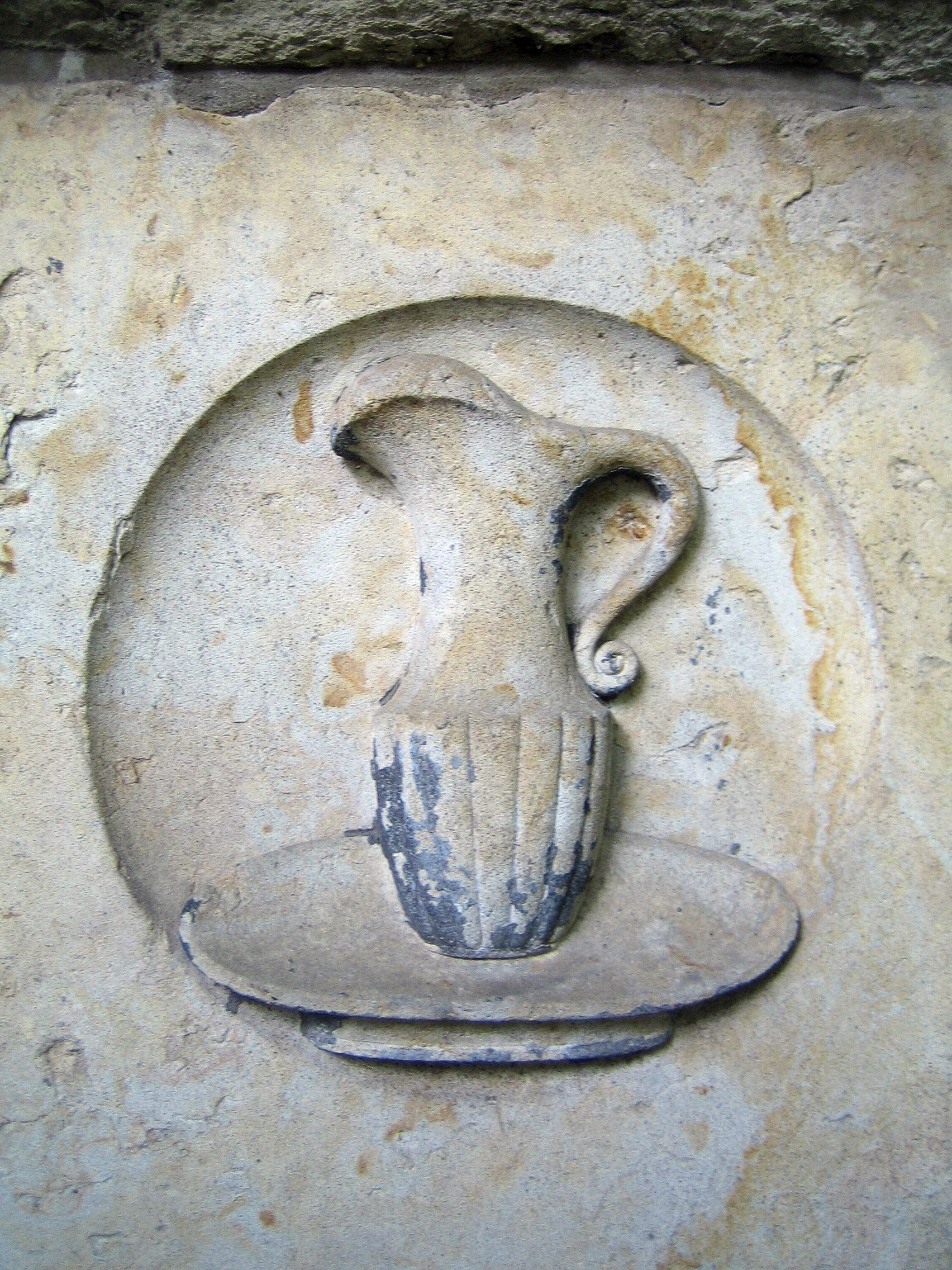
Aiguière des lévites.
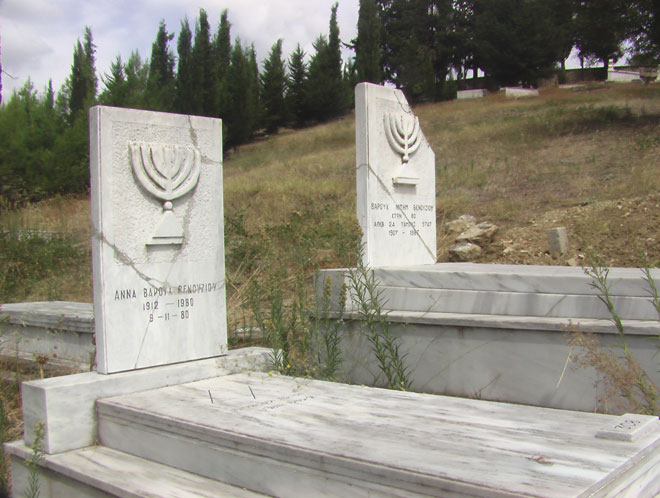
Menorah.
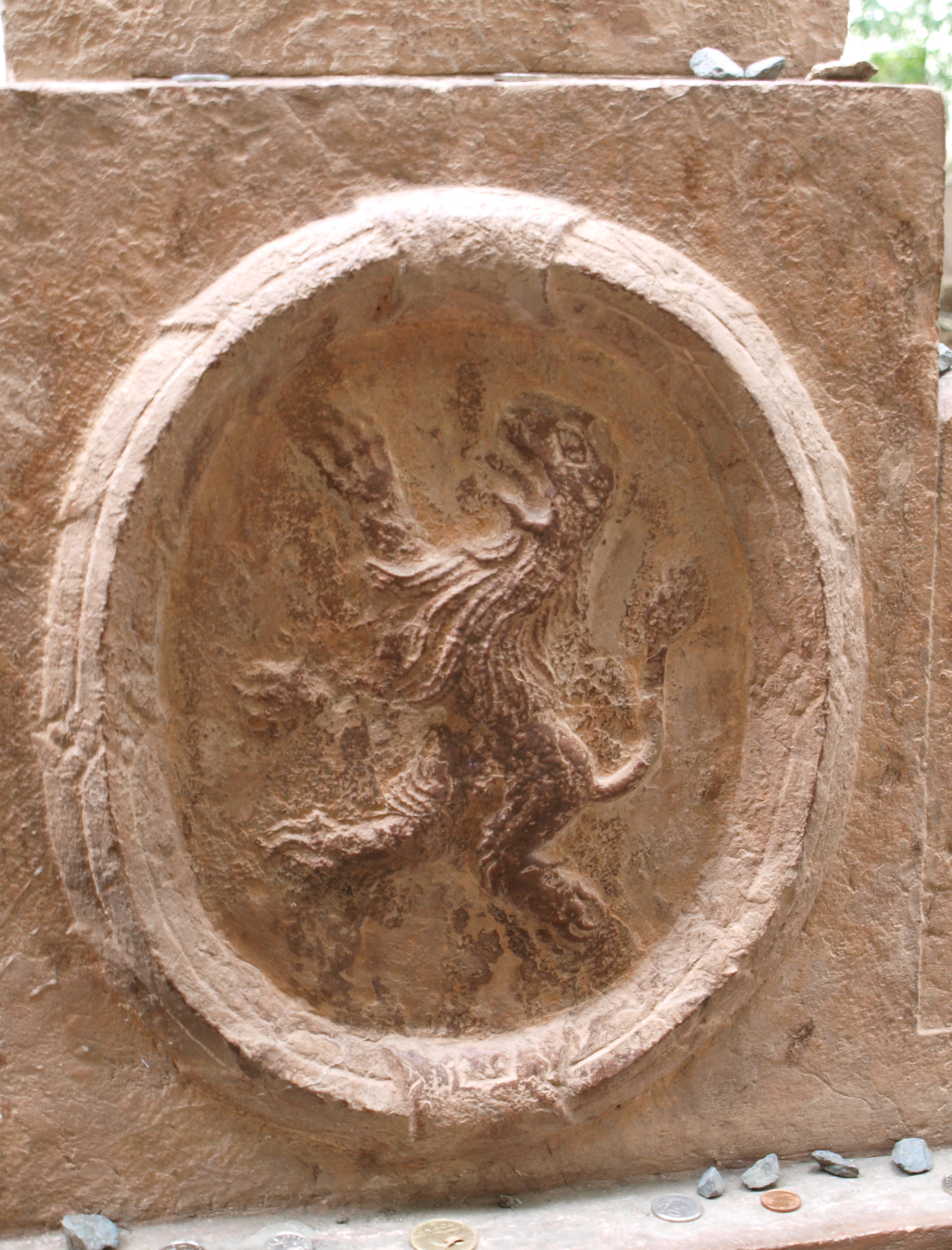
Lion de Judah, détail de la pierre tombale du Maharal de Prague.
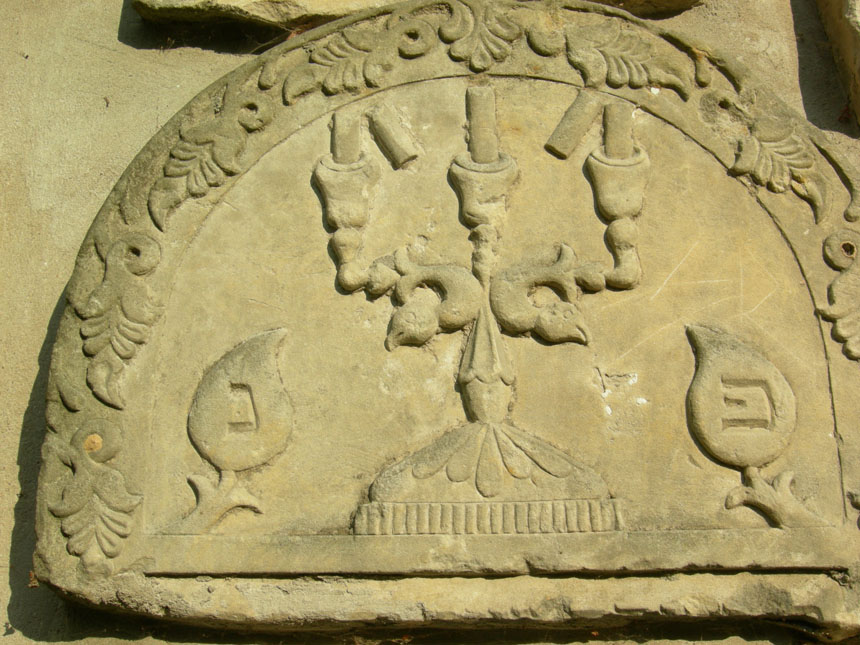
Les chandeliers, tombe de femmes juives.
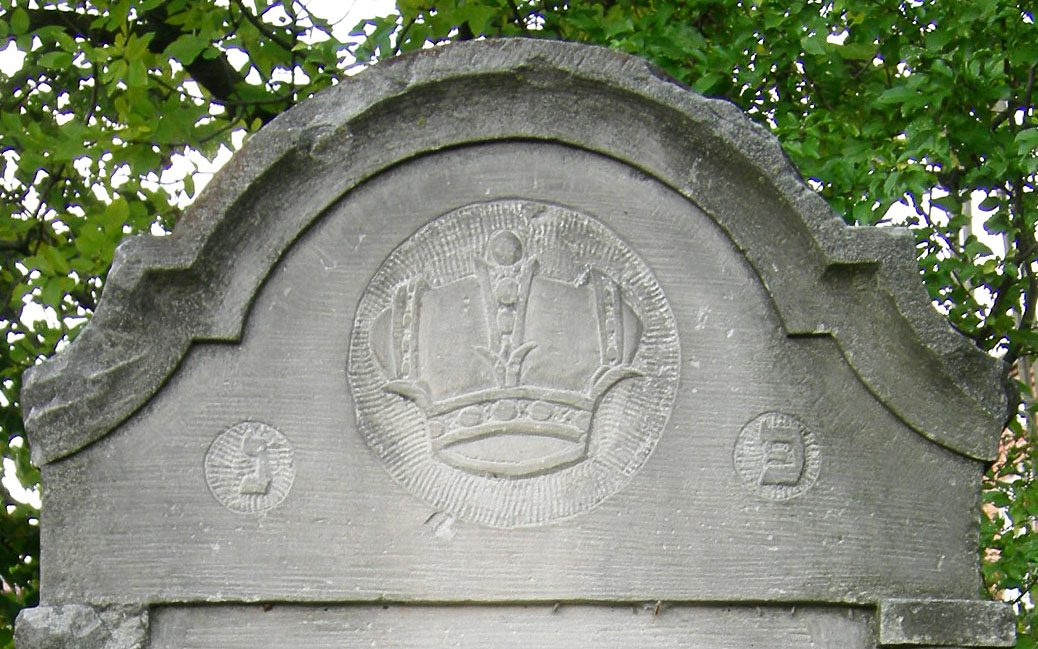
La couronne, tombe des personnes pieuses.
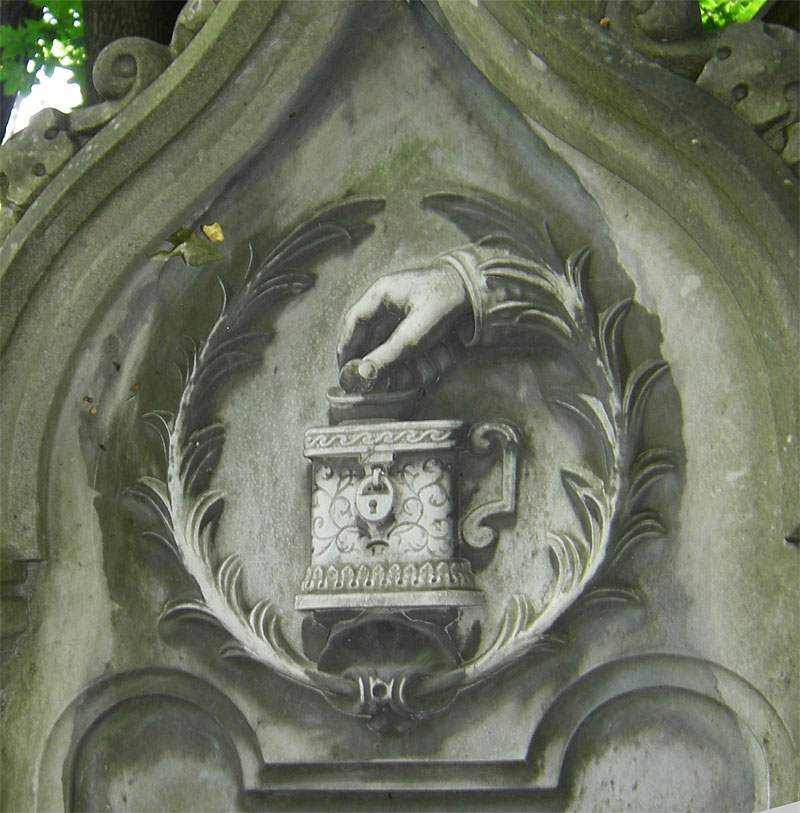
Le tronc à aumône, tombe des bienfaiteurs.

Certaines tombes comportent en outre une épitaphe plus ou moins longue.
Les pierres tombales les plus récentes sont en marbre, avec les inscriptions dorées, mais les plus anciennes sont en pierre grise ordinaire, souvent surmontées d'un ornement en forme de vase ou d'urne.
Une lanterne est posée sur la tombe. Elle peut aussi être scellée dans la pierre tombale. On rencontre quelquefois une cavité creusée dans la pierre tombale, fermée par une porte vitrée, destinée à recevoir les bougies.

## Dates de visite au cimetière
Celles-ci varient selon les communautés. Chez les ashkénazes, on se rend au cimetière seulement une fois par an, au mois d'Elloul ou de Tishri. Chez les séfarades, les visites sont plus fréquentes. « Les visites aux morts, marquées la plupart du temps par le dépôt d'une petite pierre sur la tombe, sont certainement moins fréquentes que dans d'autres religions » car « le cimetière est un lieu de corruption, d'altération, en un mot d'impureté ».
On peut se rendre au cimetière de préférence les jours suivants (on remarquera qu'il s'agit toujours de veilles de fête) :
- vendredi (veille de Chabbat)
- veille de Roch Hodech (où l'avant-veille si elle tombe un Chabbat)
- veille de Roch Hachana
- veille de Yom Kippour

Il n'y a pas de visite au cimetière pendant les fêtes :
- du 1 au 12 Sivan (fête de Chavouot).
- veille de Roch Hodech Tébeth qui tombe le 5e jour de la fête de Hanoucca
- veille de Roch Hodech Iyar et pendant tout le mois de Nissan, qui est celui des fêtes de Pessa'h

Les cohanim sont soumis à certaines restrictions particulières concernant les visites au cimetière.

## Prière au champ du repos

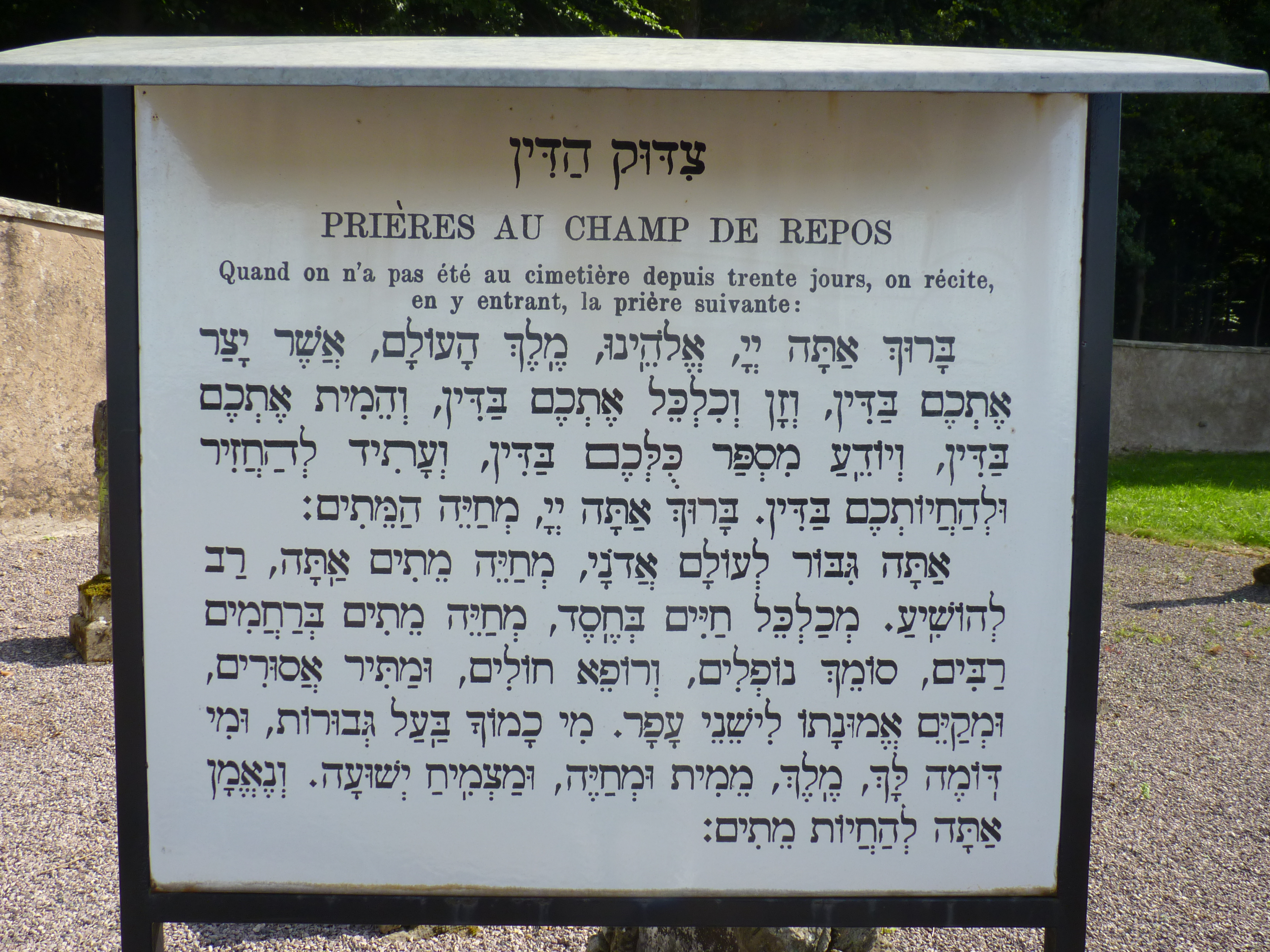
Prière au champ du repos.

Quiconque n'est pas allé au cimetière depuis 30 jours ou plus doit, en y entrant (en s'approchant des tombes de moins de 4 coudées (ארבע אמות), soit une très petite distance) réciter la prière au champ du repos :

« Soit loué Éternel notre D.ieu, roi de l'univers, lui qui vous a créés par sa justice, vous a nourris et entretenus par sa justice, vous a fait mourir par sa justice, qui dans sa justice connaît votre nombre et qui un jour vous fera ressusciter par sa justice. Soit loué Éternel, qui ressuscite les morts. »

suivi de la seconde bénédiction de la Amida :

« Tu es à jamais tout-puissant, Seigneur, tu ressuscites les morts ; tu es Tout Puissant pour secourir [tu fais souffler les vents et tomber la pluie] Tu nourris les vivants par tu grâce tu ressuscites les morts par ta grande miséricorde, tu soutiens ceux qui chancellent, tu guéris les malades, tu délivres les prisonniers et tu gardes tes promesses à ceux qui dorment dans la terre. Qui est Tout Puissant, comme toi. Seigneur ? Qui peut t'être comparé ? O notre Roi, c'est toi qui fais mourir et qui fais vivre ; de toi vient tout secours. Tu accompliras ta promesse de ressusciter les morts. »

## Carrés juifs
Dans des cimetières multiconfessionnels ou dans les cimetières militaires, il peut exister des emplacements définis appelés carrés juifs où sont enterrés les membres de la communauté juive.

### En France
Dans les cimetières militaires, la mention Mort pour la France est inscrite sur les pierres tombales.
Ces carrés posent un certain nombre de problèmes aux municipalités, car elles exigent la création de concessions perpétuelles, et la propriété du terrain revient symboliquement à la communauté juive locale. De plus, la présence de carrés confessionnels comme les carrés juifs n'est pas inscrite dans la législation française, en raison de la loi de séparation des Églises et de l'État de 1905. À Paris, certains carrés, dont celui de Pantin, montrent aujourd'hui des signes de saturation.
À Nantes, d'où les juifs sont expulsés en 1240, le carré juif trouve refuge dans l'emplacement réservé aux Protestants dans le cimetière Miséricorde. Dans les années 1870, un carré spécifique existe, il permet d'accueillir les défunts des villes de la région ne disposant pas de lieu consacré (Angers, Brest, Quimper ou encore Rennes). En 1892, la communauté juive de Nantes obtient une parcelle, et la disparition de symboles chrétiens ornant les murs, mais il lui est refusé de dresser des murs autour du carré, la loi l'interdisant. En 1987, à la suite de la saturation du carré de Miséricorde, la mairie accorde une centaine d'emplacements supplémentaires dans le Cimetière parc.
Dans le Vaucluse, le cimetière juif de L'Isle-sur-la-Sorgue est l'un lieu typique de l'histoire juive en Comtat Venaissin. Il est inscrit au titre des monuments historiques depuis 2008. Non loin de là, celui de Saint-Rémy-de-Provence est également classé.
À Paris, le cimetière des Juifs Portugais de Paris fut autorisé par une ordonnance du 7 mars 1780. Quant aux juifs ashkénases de Paris, ils procèderont de la même manière pour créer en 1785 le cimetière de Montrouge : par achat privé.
En 1809, le Consistoire de Paris obtient l’affectation d’une parcelle au Père-Lachaise, avec un mur de séparation mais ouvert au public. Pour financer les constructions nécessaires à l’enclos du Père-Lachaise, le Consistoire de Paris décide de vendre la maison attenante au cimetière de Montrouge et la partie du terrain où il n'avait pas été fait d'inhumation. Une maison de purification y a été édifiée ainsi qu’un pavillon pour le gardien. À cette époque, il s’agit surtout d’inhumation de juifs bordelais d’origine espagnole et alsacienne.
Le 18 février 1810, l’enclos ouvre officiellement ses portes et sera agrandi par arrêté en date du 19 juin 1822.

## Exemples

### Cimetières juifs en France
- Cimetières israélites d'Alsace et de Lorraine
- Cimetière israélite de Versailles
- Cimetière juif de La Bastide-Clairence
- Cimetière juif de Besançon
- Cimetière juif de Bidache
- Cimetière juif de La Boisse
- Cimetières juifs de Bordeaux
- Cimetière juif de Carpentras
- Cimetière "Etz Haïm" de Cronenbourg
- Cimetière juif de L'Isle-sur-la-Sorgue
- Cimetière juif de Koenigshoffen
- Cimetière juif de Lyon
- Cimetière des Juifs Portugais de Paris
- Cimetières juifs de Peyrehorade
- Cimetière juif de Pézenas
- Cimetière juif de Vaucouleurs

### Cimetières juifs en Europe de l'est
- Liste de cimetières juifs en Russie (de)
- Liste de cimetières juifs en Uktraine (de)
- Liste de cimetières juifs en Biélorussie (de)
- Liste de cimetières juifs en Slovaquie (de)
- Liste de cimetières juifs en Tchéquie (de)
- Liste de cimetières juifs en Hongrie (de)
- Liste de cimetières juifs en Pologne (de)
- Liste de cimetières juifs en Roumanie (de)
- Liste de cimetières juifs en Bulgarie (de)
- Liste de cimetières juifs en Moldavie (de)
- Liste de cimetières juifs en Lituanie (de)

## Profanations

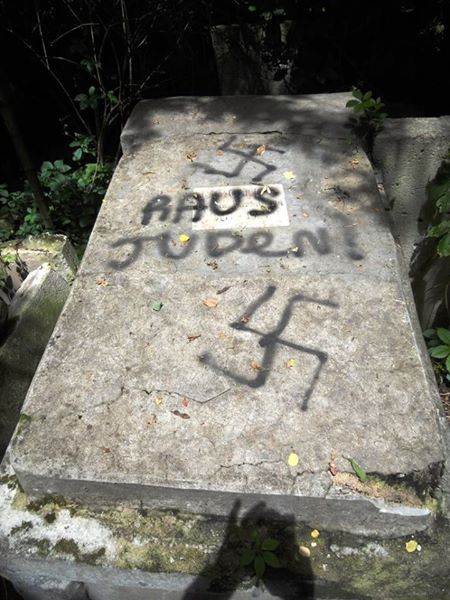
Cimetière juif de Chișinău (juin 2014)
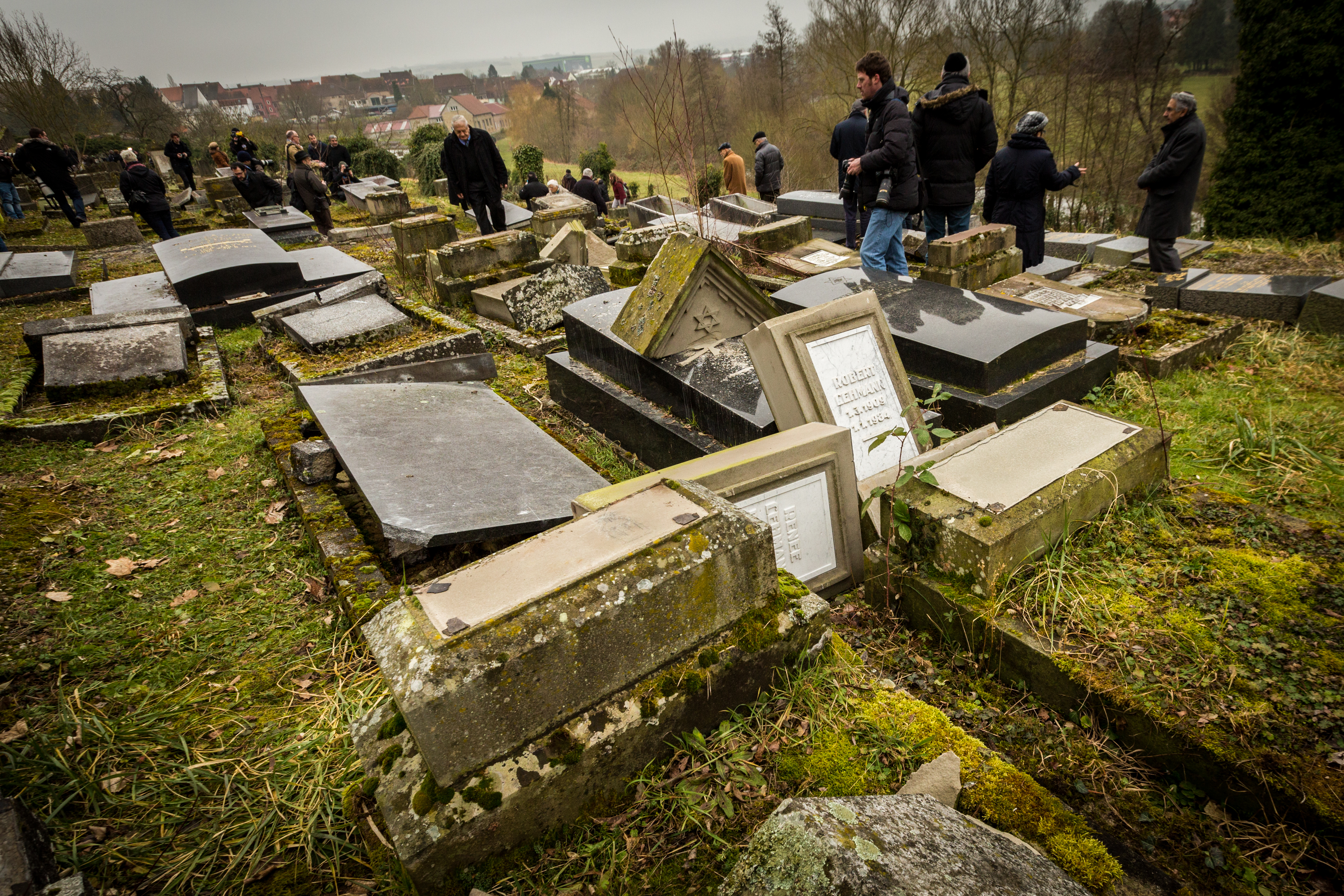
Cimetière juif de Sarre-Union (février 2015)
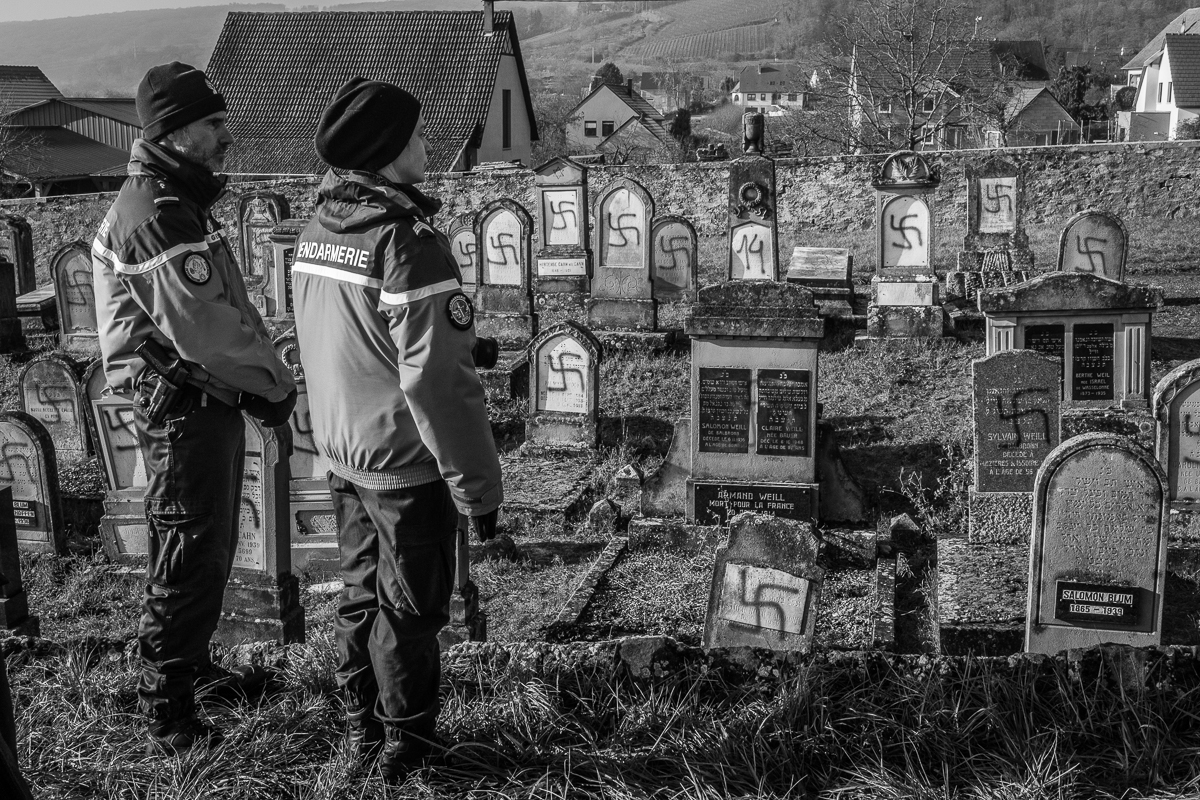
Cimetière juif de Westhoffen (décembre 2019)